# Steves J. Bryan
Pour les articles homonymes, voir Bryan.
 (février 2024).
 (février 2024).
Steves J. Bryan, né Steves Joseph Bryan le 19 septembre 1989 à Cap-Haïtien, est un rappeur, compositeur, acteur haïtien. Il a sorti plusieurs projets relevant principalement de la culture Hip-hop,.

## Biographie
Steves Joseph Bryan, l'un des rappeur haitien connus pour ses habiletés et sa polyvalence dans l’industrie de la musique haïtienne. Plus connu sous le nom de Steves J. Bryan, l’artiste s’impose comme une figure singulière dans le panorama artistique et musical haïtien.
Dès son plus jeune âge, il nourrit une passion pour le rap, faisant parade de ses talents avec une constance remarquable, que ce soit dans les rues, lors des rassemblements informels ou dans les activités récréatives au sein des institutions scolaires.

### Début de carrière
En décembre 2021, Steves J. Bryan sort son mixtape On Blast. Il façonne un style polyvalent et éclectique.

La sortie successive de plusieurs projets musicaux, consolide sa position d'étoile montante de l’industrie de la musique haïtienne, d'où son nom “ le Roi de la  Trap haïtienne  “. En 2015, l’artiste s’est tourné vers l’international. Pour concrétiser son rêve de devenir une voix incontournable dans l’industrie de la musique, il établit ses quartiers à Miami. Ainsi, entreprend-il de revisiter les tubes de la trap mondial en créole, offrant du coup une nouvelle dimension à son art.

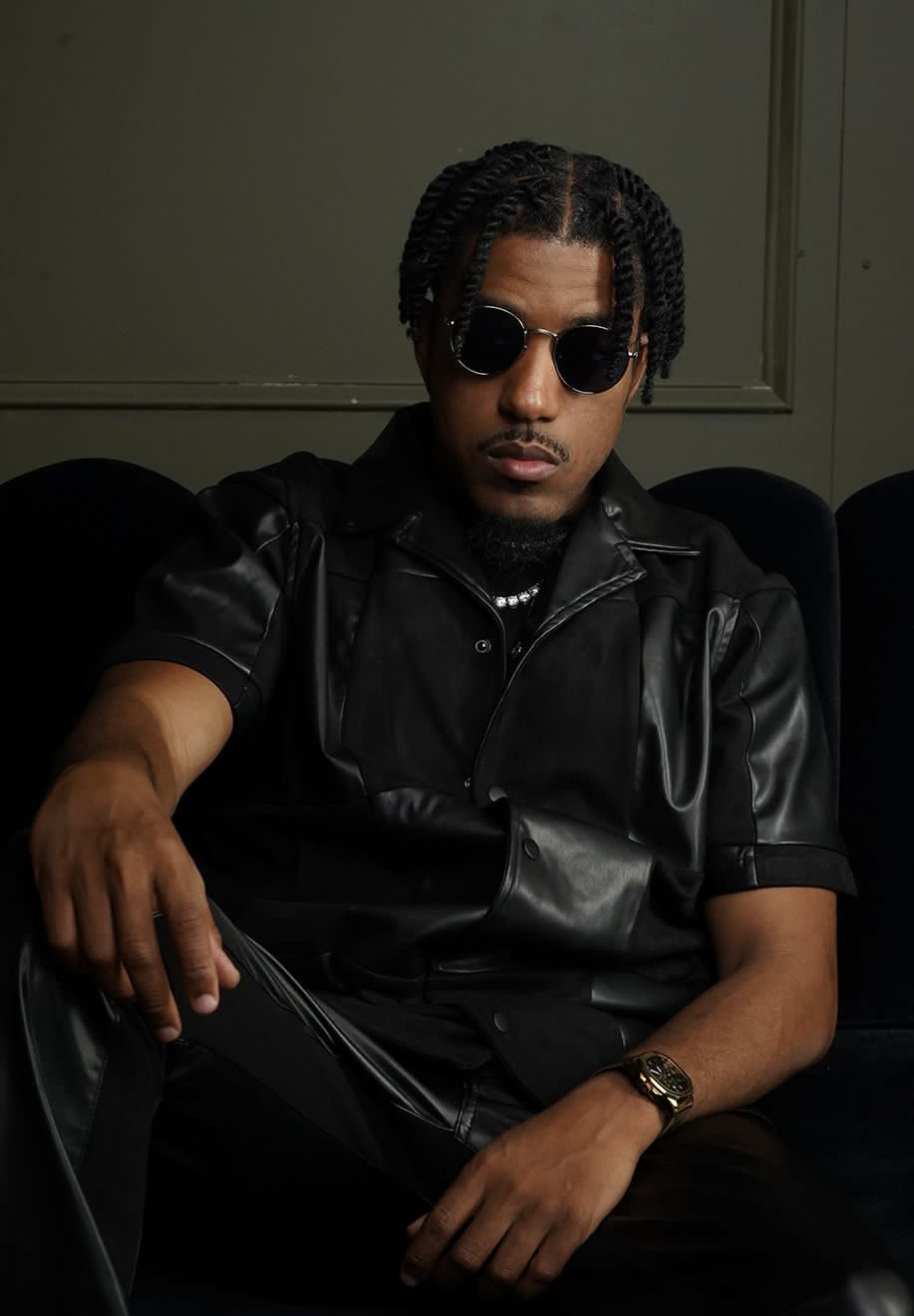
Steves J. Bryan …

## Discographie
En  produisant régulièrement chaque année, l’artiste compte aujourd’hui presqu’une dizaine de mixtapes, et un nombre important de collaborations; sans  oublier les tubes disponibles sur toutes les plateformes de musique notamment Apple Music.

## Steves J. Bryan et ses collaborations.
| Année | Type     | titre                         | |
| ----- | -------- | ----------------------------- | --- |
| 2012  | Mixtape  | ON BLAST                      | pleasure feat. Miu, Attitude ,Strictly Business,Drive Fast, Transition Freestyle , Not for the Club, Growin Strong, Make Wana Walk, It’s all Good,Samamagish |
| 2015  | Mixtape  | C.L.A.S.S                     | Un tour feat. Double M, Dance Life feat. Rebel Layonn & Easy M, She Gouying, Gone Till November, Rough, I’m So Cool Feat. Troubleboy Hitmaker, Make it Happe Feat. Stichiz, Jimmy Ruff & Tony Manchino, Ride Feat. Gio-K, Hoopa! Like that, Rockstar feat. Yohann & J. Perry, Kicking it feat. O-Gun, Superstar, Wut it Iz feat. Peezy, Breez & Terry, What’s Going On? |
| 2016  | Mixtape  | RAP KREYÒL PA GEN ZUZU LADANN | Rive sou mwen, Roi Trap Kreyòl, Gagot, Pa Menm Konn Sa (Freestyle), Sosyete Plastik, Dimanch Maten (Freestyle), Paka Bliye, Varye, Été Deux Mille seize, Poze’w Piti, Boulel, Banm Vibe, Byen Fèl, BroadCast Je T’aime, Freenight Bling - Hotline Bling Cover (Creole Version), Pase Maka, Toutouni (Bonus), Tout Lari Bonus                                            |
| 2017  | Mixtape  | ROI DES LIONS                 | Plede Bon, E Mwen’l Ye, Biyè Bleu, Quatre heures cinquante trois, Ret Anlè , Pastè Jackson, Fèk Kare Pran, Huit égal un plus sept, Mafiazoe, Pouvwa, Pwofite, Roi des lions, Tankoum, Boule cash |
| 2017  | Mixtape  | INTROSPECTION                 | Hola Hey!, Fuck Love, Magic, So Long, Stay Out, I’m Good, Get Rich, Find a Way, Space Time, That Life |
| 2018  | Mixtape  | INCROYABLE MAIS VRAI          | Nimewo 1, Peye’m an gwo, Son excellence, Mechan Dash, Mennen’m ale, 6 Jiyè 2018 , Kalash, NIKÒV , Fè’l dous, Bondye Bon, Love dans le bando, Ajan 8, Ti sourit, Flote’l wo, T-Vice, N.A.S.A, Longue vie à mes ennemis , Chanpyon, Incroyable mais vrai freestyle |
| 2018  | Demo     | POUR L’AMOUR DU TRAP          | Pa Fè Sa, Fèl Avèm feat. Gino |
| 2021  | EP       | TRAP KING                     | Lame feat. Master Brain, Sous, Trap king, Fèk Kare Pran part.2 feat. The Plug & Cator G-Shyt, Motivation feat. Tikawo, Paka Stop, Fanm chè feat. Phyllisia Ross, Bal tout Remix feat. Florence El Luche, Pwogram feat. Jean Luc Verna, Zeng Deng Deng |
| 2023  | Playlist | BOSS                          | Tou Limen, Poko feat. Richard Cavé, Miel, Poul Taye feat. Blondedy Ferdinand, Bad Boy feat. T-Ansyto, Pour de vrai feat. Charlin Bato & Natty Dig, Block ou, Pa Gen Kè feat. Baky & Troubleboy Hitmaker |
|       |          | Singles                       | Baz mwen, Love à plein temps, Menaj, I ka bon, Ti kabrit, Madam la polis, Kouwòn feat. Fantom, Bal Tout , Touche’m feat Vanessa desire , Konplis, Threesome, Thug Love,Tha Rapper Haiti |